# Verein für Bewegungsspiele Oldenburg 1990-1991
Questa voce raccoglie le informazioni riguardanti il Verein für Bewegungsspiele Oldenburg nelle competizioni ufficiali della stagione 1990-1991.

## Stagione
Nella stagione 1990-1991 l'Oldenburg, allenato da Wolfgang Sidka, concluse il campionato di 2. Bundesliga al 12º posto.

## Rosa
| N. |                     | Ruolo | Calciatore      |
| -- | ------------------- | ----- | --------------- |
|    | Germania (bandiera) | P     | Rainer Brauer   |
|    | Germania (bandiera) | P     | Fred Kröger     |
|    | Germania (bandiera) | D     | Carsten Linke   |
|    | Germania (bandiera) | D     | Thomas Ohlmeyer |
|    | Germania (bandiera) | D     | Arne Tammen     |
|    | Germania (bandiera) | D     | Jörg Wawrzyniak |
|    | Polonia (bandiera)  | D     | Krzysztof Zając |
|    | Germania (bandiera) | D     | Edgar Zoller    |
|    | Germania (bandiera) | C     | Holger Drieling |
|    | Germania (bandiera) | C     | Lars Ellmerich  |
|    | Germania (bandiera) | C     | Thomas Gerstner |
|    | Germania (bandiera) | C     | Wladislaw Hanke |
|    | Germania (bandiera) | C     | Rainer Jahn     |

| N. |                       | Ruolo | Calciatore         |
| -- | --------------------- | ----- | ------------------ |
|    | Germania (bandiera)   | C     | Thomas Möller      |
|    | Portogallo (bandiera) | C     | Paolo da Palma     |
|    | Germania (bandiera)   | C     | Wolfgang Sidka     |
|    | Germania (bandiera)   | C     | Wolfgang Steinbach |
|    | Germania (bandiera)   | A     | Christian Claaßen  |
|    | Rep. Ceca (bandiera)  | A     | Radek Drulák       |
|    | Polonia (bandiera)    | A     | Jerzy Hawrylewicz  |
|    | Germania (bandiera)   | A     | Thorsten Langheim  |
|    | Germania (bandiera)   | A     | Frank Meyer        |
|    | Germania (bandiera)   | A     | Michael Pfitzner   |
|    | Germania (bandiera)   | A     | Olaf Reder         |
|    | Russia (bandiera)     | A     | Mikhail Rusayev    |

## Organigramma societario
Area tecnica
- Allenatore: Wolfgang Sidka
- Allenatore in seconda:
- Preparatore dei portieri:
- Preparatori atletici:

## Calciomercato

### Sessione estiva
| Acquisti | Acquisti           | Acquisti             | Acquisti |
| R.       | Nome               | da                   | Modalità |
| -------- | ------------------ | -------------------- | -------- |
| A        | Radek Drulák       | Sigma Olomouc        |          |
| C        | Lars Ellmerich     | Homburg              |          |
| C        | Thomas Gerstner    | Homburg              |          |
| A        | Mikhail Rusayev    | Alemannia Aquisgrana |          |
| C        | Wolfgang Steinbach | Magdeburgo           |          |

| Cessioni | Cessioni       | Cessioni  | Cessioni |
| R.       | Nome           | a         | Modalità |
| -------- | -------------- | --------- | -------- |
| D        | Markus Hoßfeld | OT Bremen |          |

### Sessione invernale
| Acquisti | Acquisti | Acquisti | Acquisti |
| R.       | Nome     | da       | Modalità |
| -------- | -------- | -------- | -------- |

| Cessioni | Cessioni | Cessioni | Cessioni |
| R.       | Nome     | a        | Modalità |
| -------- | -------- | -------- | -------- |

## Risultati

### 2. Bundesliga

#### Girone di andata
| Arbitro: | Broska |

|           |           |                           |
| Meyer 48’ | Marcatori | 35’ Hayer 46’ Hönnscheidt |

| Arbitro: | Schmidt |

|            |           |                      |
| Bolzek 75’ | Marcatori | 43’ (rig.) Steinbach |

| Arbitro: | Neuner |

|                        |           |  |
| Drieling 75’ Meyer 88’ | Marcatori |  |

| Darmstadt 18 agosto 1990, ore 15:00 CEST 4ª giornata | Darmstadt | 0 – 0 referto | Oldenburg | Stadion am Böllenfalltor (3 500 spett.)\| Arbitro: \| Dellwing \| |
| Arbitro:                                             | Dellwing  |               |           |                                                                   |

| Arbitro: | Dardenne |

|  |           |               |
|  | Marcatori | 77’ Akpoborie |

| Arbitro: | Scheuerer |

|            |           |           |
| Deffke 90’ | Marcatori | 75’ Meyer |

| Arbitro: | Weber |

|                         |           |                    |
| Steinbach 57’ Linke 78’ | Marcatori | 12’, 39’, 51’ Aden |

| Arbitro: | Kuhne |

|                               |           |                                |
| Jursch 60’, 87’ Brinkmann 73’ | Marcatori | 40’, 84’ Rusayev 56’ Ellmerich |

| Arbitro: | Lehnardt |

|                     |           |                               |
| Linke 37’ Sidka 88’ | Marcatori | 44’ Spannuth 76’ (aut.) Zając |

| Arbitro: | Wippermann |

|                                  |           |                                 |
| Wölfling 61’ (rig.) Drenkard 68’ | Marcatori | 37’ Palma 77’ Rusayev 87’ Linke |

| Arbitro: | Best |

|             |           |           |
| Rusayev 62’ | Marcatori | 66’ Woelk |

| Arbitro: | Kuhne |

|                       |           |             |
| Wörns 25’ Hofmann 34’ | Marcatori | 43’ Rusayev |

| Oldenburg 6 ottobre 1990, ore 15:00 CET 13ª giornata | Oldenburg | 0 – 0 referto | Schalke 04 | Stadion Donnerschwee (17 500 spett.)\| Arbitro: \| Fux \| |
| Arbitro:                                             | Fux       |               |            |                                                           |

| Arbitro: | Schneider |

|             |           |             |
| Vollmer 73’ | Marcatori | 48’ Rusayev |

| Arbitro: | Aust |

|             |           |  |
| Claaßen 19’ | Marcatori |  |

| Arbitro: | Buchhart |

|                              |           |           |
| Kügler 12’ Edelmann 64’, 87’ | Marcatori | 84’ Linke |

| Arbitro: | Broska |

|                     |           |                |
| Wawrzyniak 35’, 45’ | Marcatori | 7’, 17’ Thoben |

| Arbitro: | Domberg |

|           |           |           |
| Palma 60’ | Marcatori | 68’ Groth |

| Arbitro: | Ronig |

|                   |           |                |
| Schlotterbeck 16’ | Marcatori | 85’ Wawrzyniak |

#### Girone di ritorno
| Arbitro: | Prengel |

|                          |           |  |
| Hönnscheidt 30’ Ruof 46’ | Marcatori |  |

| Arbitro: | Fröhlich |

|                         |           |  |
| Ellmerich 14’ Linke 44’ | Marcatori |  |

| Arbitro: | Amerell |

|                     |           |                                   |
| Jankovic 62’ (rig.) | Marcatori | 54’ Claaßen 71’ Linke 85’ Rusayev |

| Arbitro: | Holst |

|                      |           |  |
| Drulák 45’, 58’, 83’ | Marcatori |  |

| Arbitro: | Gochermann |

|                                          |           |               |
| Pförtner 16’, 82’ Krätzer 53’ Kristl 90’ | Marcatori | 46’ Steinbach |

| Arbitro: | Domurat |

|                                                  |           |                                                                    |
| Palma 60’ Schlumberger 80’ (aut.) Wawrzyniak 89’ | Marcatori | 13’ (aut.) Palma 15’ Deffke 16’, 37’ Adler 78’ (rig.) Schlumberger |

| Arbitro: | Blüthgen |

|          |           |             |
| Aden 84’ | Marcatori | 78’ Rusayev |

| Arbitro: | Lehnardt |

|                                    |           |                      |
| Rusayev 54’ Gerstner 56’ Zając 83’ | Marcatori | 19’ Lellek 75’ Voigt |

| Arbitro: | Malbranc |

|                               |           |                          |
| Capocchiano 14’, 46’ Todt 45’ | Marcatori | 87’ Wawrzyniak 89’ Linke |

| Arbitro: | Osmers |

|                                    |           |  |
| Drulák 67’ Jahn 69’ Wawrzyniak 73’ | Marcatori |  |

| Arbitro: | Theobald |

|             |           |  |
| Bremser 76’ | Marcatori |  |

| Arbitro: | Kentsch |

|                                                      |           |  |
| Drulák 23’ (rig.), 38’, 48’ Rusayev 82’ Drieling 84’ | Marcatori |  |

| Arbitro: | Domberg |

|                                                 |           |           |
| Mihajlović 54’, 64’ (rig.) Anderbrügge 61’, 70’ | Marcatori | 60’ Palma |

| Arbitro: | Merk |

|                   |           |           |
| Drulák 49’ (rig.) | Marcatori | 14’ Marin |

| Arbitro: | Best |

|               |           |  |
| Jurgeleit 65’ | Marcatori |  |

| Arbitro: | Fux |

|                                      |           |  |
| Hanke 4’ Rusayev 61’ Drulák 68’, 80’ | Marcatori |  |

| Meppen 2 giugno 1991, ore 15:00 CEST 36ª giornata | Meppen | 0 – 0 referto | Oldenburg | Hindenburgstadion (11 000 spett.)\| Arbitro: \| Ronig \| |
| Arbitro:                                          | Ronig  |               |           |                                                          |

| Hannover 9 giugno 1991, ore 15:00 CEST 37ª giornata | Hannover 96 | 0 – 0 referto | Oldenburg | Niedersachsenstadion (3 000 spett.)\| Arbitro: \| Strigel \| |
| Arbitro:                                            | Strigel     |               |           |                                                              |

| Arbitro: | Führer |

|                       |           |                    |
| Linke 26’ Rusayev 50’ | Marcatori | 60’, 66’ Schweizer |

## Statistiche

### Statistiche di squadra
| Competizione  | Punti | In casa | In casa | In casa | In casa | In casa | In casa | In trasferta | In trasferta | In trasferta | In trasferta | In trasferta | In trasferta | Totale | Totale | Totale | Totale | Totale | Totale | DR |
| Competizione  | Punti | G       | V       | N       | P       | Gf      | Gs      | G            | V            | N            | P            | Gf           | Gs           | G      | V      | N      | P      | Gf     | Gs     | DR |
| ------------- | ----- | ------- | ------- | ------- | ------- | ------- | ------- | ------------ | ------------ | ------------ | ------------ | ------------ | ------------ | ------ | ------ | ------ | ------ | ------ | ------ | -- |
| 2. Bundesliga | 36    | 19      | 8       | 7       | 4       | 38      | 22      | 19           | 2            | 9            | 8            | 20           | 31           | 38     | 10     | 16     | 12     | 58     | 53     | +5 |
| Totale        | 36    | 19      | 8       | 7       | 4       | 38      | 22      | 19           | 2            | 9            | 8            | 20           | 31           | 38     | 10     | 16     | 12     | 58     | 53     | +5 |

### Andamento in campionato
| Giornata  | 1  | 2  | 3  | 4 | 5  | 6  | 7  | 8  | 9  | 10 | 11 | 12 | 13 | 14 | 15 | 16 | 17 | 18 | 19 | 20 | 21 | 22 | 23 | 24 | 25 | 26 | 27 | 28 | 29 | 30 | 31 | 32 | 33 | 34 | 35 | 36 | 37 | 38 |
| --------- | -- | -- | -- | - | -- | -- | -- | -- | -- | -- | -- | -- | -- | -- | -- | -- | -- | -- | -- | -- | -- | -- | -- | -- | -- | -- | -- | -- | -- | -- | -- | -- | -- | -- | -- | -- | -- | -- |
| Luogo     | C  | T  | C  | T | C  | T  | C  | T  | C  | T  | C  | T  | C  | T  | C  | T  | C  | C  | T  | T  | C  | T  | C  | T  | C  | T  | C  | T  | C  | T  | C  | T  | C  | T  | C  | T  | T  | C  |
| Risultato | P  | N  | V  | N | P  | N  | P  | N  | N  | V  | N  | P  | N  | N  | V  | P  | N  | N  | N  | P  | V  | V  | V  | P  | P  | N  | V  | P  | V  | P  | V  | P  | N  | P  | V  | N  | N  | N  |
| Posizione | 12 | 14 | 10 | 9 | 11 | 13 | 15 | 14 | 16 | 12 | 11 | 13 | 14 | 14 | 14 | 14 | 14 | 14 | 13 | 14 | 13 | 10 | 10 | 10 | 13 | 13 | 11 | 12 | 11 | 13 | 12 | 13 | 12 | 13 | 12 | 12 | 12 | 12 |

Legenda:

Luogo: C = Casa; T = Trasferta. Risultato: V = Vittoria; N = Pareggio; P = Sconfitta.

### Statistiche dei giocatori
| R. Brauer      | 0  | 0  | 0  | 0 |
| C. Claaßen     | 27 | 2  | 0  | 1 |
| H. Drieling    | 30 | 2  | 3  | 1 |
| R. Drulák      | 14 | 10 | 1  | 2 |
| L. Ellmerich   | 14 | 2  | 2  | 0 |
| T. Gerstner    | 35 | 1  | 10 | 0 |
| W. Hanke       | 24 | 1  | 2  | 0 |
| J. Hawrylewicz | 11 | 0  | 1  | 0 |
| R. Jahn        | 15 | 1  | 0  | 0 |
| F. Kröger      | 38 | 0  | 2  | 0 |
| T. Langheim    | 1  | 0  | 0  | 0 |
| C. Linke       | 34 | 8  | 2  | 0 |
| F. Meyer       | 18 | 3  | 4  | 0 |
| T. Möller      | 18 | 0  | 2  | 0 |
| T. Ohlmeyer    | 1  | 0  | 0  | 0 |
| P. Palma       | 30 | 4  | 7  | 1 |
| M. Pfitzner    | 1  | 0  | 0  | 0 |
| O. Reder       | 3  | 0  | 0  | 0 |
| M. Rusayev     | 32 | 12 | 3  | 0 |
| W. Sidka       | 17 | 1  | 2  | 0 |
| W. Steinbach   | 32 | 3  | 2  | 0 |
| A. Tammen      | 1  | 0  | 1  | 0 |
| J. Wawrzyniak  | 37 | 6  | 2  | 0 |
| K. Zając       | 36 | 1  | 7  | 0 |
| E. Zoller      | 19 | 0  | 7  | 0 |